# Dendronephthya tabaensis
Dendronephthya tabaensis är en korallart som beskrevs av Verseveldt och Cohen 1970. Dendronephthya tabaensis ingår i släktet Dendronephthya och familjen Nephtheidae. Inga underarter finns listade i Catalogue of Life.